# Hans Wessel
Hans Wessel (* 15. oder 16. Jahrhundert; † vor Johannis 1587) war ein deutscher Goldschmied, der besonders in Lübeck, Sachsen und Wismar wirkte.

## Leben
Hans Wessel entstammte einer Goldschmiedefamilie des 16. Jahrhunderts und ist vermutlich Sohn des 1512–1530 in Lübeck wirksamen Goldschmieds und Münzmeisters Statius Wessel I. Nach einer Lehrzeit außerhalb Lübecks arbeitete er 1553 für König Christian III. von Dänemark und wurde im Herbst des Jahres 1553 an den Hof von Kurfürst August von Sachsen nach Dresden berufen, der in seiner ersten Ehe mit der dänischen Prinzessin Anna verheiratet war. Weitere Tätigkeiten Wessels für den sächsischen Hof sind für die Jahre 1555, 1558 und 1560 nachgewiesen; neben Goldschmiedearbeiten gehörten auch Gussarbeiten in Gold, Silber sowie auch in Gips, aber auch andere Metallarbeiten. Aus den sächsischen Quellen geht hervor, dass Wessel gleichzeitig seine Goldschmiedewerkstatt in Lübeck betreiben durfte, in der er nach den Akten der Lübecker Goldschmiede in dieser Zeit auch mehrere Lehrlinge beschäftigte.

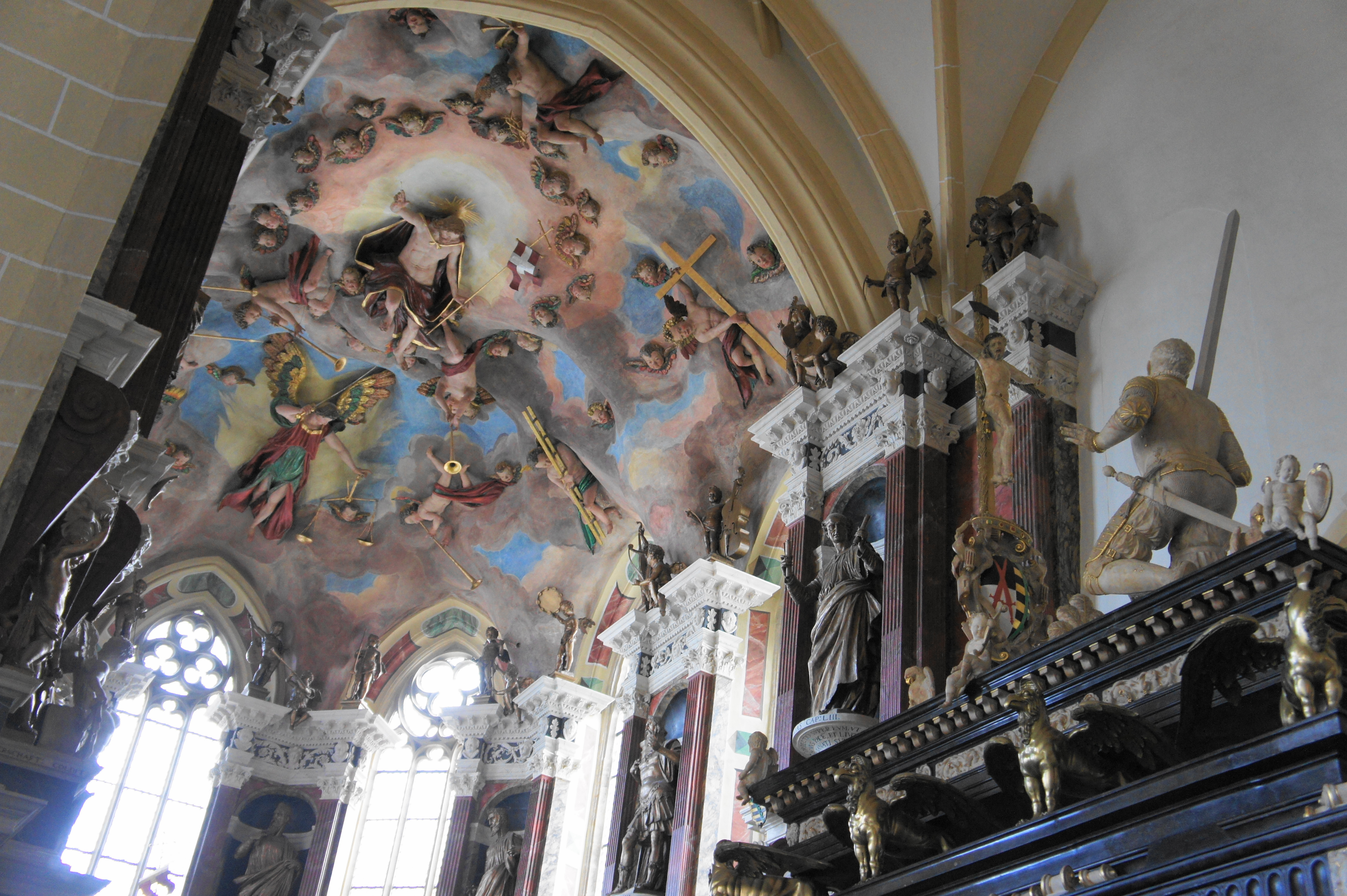
Greifenfüße am Kenotaph von Kurfürst Moritz

Hans Wessel ist der zentrale Künstler, besser Auftragnehmer, des großen Kenotaphs aus Marmor und Alabaster für den 1553 verstorbenen Bruder Augusts, den Kurfürsten Moritz im Freiberger Dom, der Bestattungskirche der Wettiner bis zur Mitte des 16. Jahrhunderts. Er erhielt den Auftrag 1559 gegen Zahlung von 2800 Thalern. Von Wessel selbst stammen zwar nur die zehn Greifenfüße in Messingguß, die den Sarg tragen, die Ausführung nach Plänen von de Thola überließ er dem Bildhauer Antonius van Zerroen aus Antwerpen. Wessel war also das Bindeglied zwischen Kurfürst August und den weiteren beauftragten Künstlern dieses Renaissancekenotaphs. Streitigkeiten mit Wessel über die Abrechnung der Kosten führten 1563 zu einer Beschwerde Augusts an den Rat der Hansestadt Lübeck, deren weitere Behandlung nicht bekannt ist. Ebenfalls 1563 erwarb er in Lübeck das Hausgrundstück Königstraße 95, welches 1588 von seinem Sohn (?) Statius Wessel II verkauft wurde.
In Lübeck geriet Hans Wessel 1574 in einen seit 1568 schwelenden Streit zwischen dem Stadtphysicus Lambert Friedland und dem Geistlichen Ministerium über theologische Fragen von Erbsünde und Abendmahlslehre. Er wurde mit anderen Bürgern unter Androhung der Alternative Haft aus der Stadt vertrieben und ließ sich in der Hansestadt Wismar nieder, von wo aus er 1579 versuchte, seine Rechte in Lübeck juristisch durchzusetzen. In Wismar wurde er 1576 Ältermann der Goldschmiede. Er kehrte jedoch nicht dauerhaft nach Lübeck zurück und  beschäftigte noch 1580 Lehrlinge. 1585 prägte er in Schönberg ohne Münzmeister Münzen für den Administrator des Stifts Ratzeburg Herzog Christoph zu Mecklenburg.

## Werke
- Goldeinfassung eines Bernsteindeckeldöschen in Pokalform, um 1570/1580, Museum für Kunst und Kulturgeschichte der Hansestadt Lübeck[2]
- Silberner Kelch mit Vergoldung für den Lübecker Dom